# Michel Zanoli
Michel Jean-Paul (Michel) Zanoli, né le 10 janvier 1968 à Haarlem et mort le 29 décembre 2003 à Amsterdam, est un coureur cycliste néerlandais. Professionnel de 1989 à 1996, il a notamment remporté une étape du Tour d'Espagne 1991.

## Biographie
En 1986, Michel Zanoli devient champion du monde sur route junior. En 1988, il participe aux Jeux olympiques de Séoul. Il termine onzième du contre-la-montre par équipes avec l'équipe néerlandaise.
Un an plus tard, il fait ses débuts professionnels en Belgique, dans l'équipe Location AD-Coors Light. Sa première victoire professionnelle est la New Jersey Clascic.
En 1991, il remporte l'US Open Championship, course désignant le champion des États-Unis. La même année, il remporte la première section de la deuxième étape du Tour d'Espagne. Il s'agit du principal succès de sa carrière.
En 1992, il roule pour l'équipe Motorola. Il est deux fois deuxième d'étapes au Tour de Suisse, et troisième de la troisième étape de Paris-Nice. Lors du Tour DuPont, il se fait remarquer pour ses gestes d'humeurs. En effet, dans les montagnes de Virginie, un cadreur de CBS renverse accidentellement un de ses coéquipiers, Andy Bishop. Zanoli descend alors de son vélo et vient mettre un coup de poing au cadreur. Deux jours plus tard, lors du sprint final de l'étape, Zanoli qui cherche à protéger Phil Anderson pour qu'il engrange quelques secondes de bonifications, redonne un coup de poing à Davis Phinney pour l'empêcher de gagner l'étape. Il sera finalement disqualifié. En 1996, il remporte quatre courses aux Pays-Bas, puis il met fin à sa carrière professionnelle. Il roule ensuite en amateurs et se classe troisième de l'Internationale Wielertrofee Jong Maar Moedig.
Souffrant de problème psychique[réf. souhaitée], il meurt finalement à 35 ans d'une crise cardiaque le 29 décembre 2003.

## Palmarès
- 1985
  - Acht van Bladel
  -  Médaillé de bronze au championnat du monde du contre-la-montre par équipes juniors
  - 5e du championnat du monde sur route juniors
- 1986
  -  Champion du monde sur route juniors
  - 3e étape du Dusika Jugend Tour
  - Tour de l'Abitibi
  - Acht van Bladel
- 1987
  - 2e, 4e et 7e étape du Tour d'Autriche
- 1988
  - 4e étape du Cinturón a Mallorca
  - 2e du championnat des Pays-Bas sur route amateurs
  - 2e du Tour de Groningue
  - 2e du Tour de Grèce
- 1989
  - 2e, 3e et 4e (contre-la-montre par équipes) étapes de la Redlands Bicycle Classic
  - New Jersey Classic
- 1990
  - 6e étape de la Casper Classic
  - 2e étape de la Killington Stage Race
  - Revco Race Ohio
  - Subaru Classic
  - 10e et 13e étapes du Tour de Trump
  - 2e du United Texas Tour
- 1991
  - CoreStates USPRO Championship
  - 2ea étape du Tour d'Espagne
- 1992
  - 2e d'À travers la Belgique
  - 2e de la New Jersey National Bank Classic
- 1993
  - 3e du Grand Prix de Denain
- 1995
  - 2e du Grand Prix de Denain
- 1997
  - 4e étape de la Fresca Classic
  - 2e du ZLM Tour
  - 3e du Internationale Wielertrofee Jong Maar Moedig

#### Tour d'Espagne
1 participation
- 1991 : hors délais 12e vainqueur (2ea étape)